# Crepidorhopalon whytei
Crepidorhopalon whytei är en tvåhjärtbladig växtart som först beskrevs av Sidney Alfred Skan, och fick sitt nu gällande namn av E. Fischer. Crepidorhopalon whytei ingår i släktet Crepidorhopalon och familjen Linderniaceae. Inga underarter finns listade i Catalogue of Life.